# CHICA Gang
CHICA Gang és una plataforma de difusió artística i un col·lectiu feminista de dj's amb seu a Madrid, creat amb la intenció de generar espais segurs i de projecció per les dones i persones del moviment LGTBI en els espais d'oci nocturn. Tenen una festa itinerant pròpia que ha passat per diversos locals de l'àmbit estatal, com per exemple La sala Caracol, Siroco i El Sol a Madrid, i a Razzmatazz i La (3) de Sala Apolo de Barcelona.
Organitzen esdeveniments mixtes oberts a tots els públics on es potencia que les dones cisgènere o transgènere siguin no només part del públic sinó també agents actives dins del sector cultural. En aquests esdeveniments hi han participat artistes com Bea Pelea, Bad Gyal, Ms Nina, D'Valentina o Sara N'Donga i han compartit cartell amb propostes internacionals com SOPHIE, Dinamarca, Dj Florentino, Ghazal, Merca Bae i Kelman Duran.
CHIGA Gang han col·laborat en altres festes com La Cangri o el col·lectiu Brrrrrap i Suave de Razzmatazz on Sofía Conti, també coneguda com La Flaca, hi és discjòquei resident.

## Membres
- Alba Loughlin (Albal)
- Marta Rey
- Rocío Torres
- Sofía Conti (La Flaca)

Rocío Torres, una de les fundadores de la iniciativa, també ha treballat com a dissenyadora amb la seva marca Rotten Clothing, ha sigut membre actiu de la banda Las Brujas de Mayo i ha publicat el seu primer senzill com a cantant, titulat "AmorGalore". Produïda per Estrada, membre del duo Fearz, es tracta d'una versió de "Love Galore", originalment gravada per SZA i Travis Scott. Té el seu propi videoclip dirigit per Didi Domenech, conegut per treballar amb l'artista C. Tangana.